# Cordia lanata
Cordia lanata är en strävbladig växtart som beskrevs av Carl Sigismund Kunth. Cordia lanata ingår i släktet Cordia, och familjen strävbladiga växter. Inga underarter finns listade i Catalogue of Life.